# Bokita
La bokita és un mineral de la classe dels òxids que pertany al grup de la straczekita. Va ser anomenada en honor de Ivanovich Bok (1898–1983), geòleg kazhak.

## Característiques
La bokita és un òxid de fórmula química (Al,Fe3+)1.3(V5+,V4+,Fe3+)₈O20·7.5H₂O. Cristal·litza en el sistema monoclínic. Els seus cristalls formen grans en forma de falca, placa o columna, de fins a 0,3 mm de llarg, agrupats en crostes reniformes amb estructura radiant. La seva duresa a l'escala de Mohs és 3.
Segons la classificació de Nickel-Strunz, la bokita pertany a «04.HE: Filovanadats» juntament amb els següents minerals: melanovanadita, shcherbinaïta, hewettita, metahewettita, bariandita, corvusita, fernandinita, straczekita, häggita, doloresita, duttonita i cavoïta.

## Formació i jaciments
La bokita va ser descoberta a partir de mostres trobades en dos indrets de Aksumbe (Muntanyes Karatau, Turquestan, Kazakhstan). Pot aparèixer en shales vanadíferes carbonítiques i en menes riques en U-V en els canals de flux del Triàsic i impregnant gres.
A més dels llocs on va ser descoberta també ha estat descrita a un altre indret del Kazakhstan i als estats nord-americans d'Arizona, Arkansas i Nevada.
Sol trobar-se associada a altres minerals com: jarosita, kazakhstanita i navajoïta.